# Geografia Bułgarii

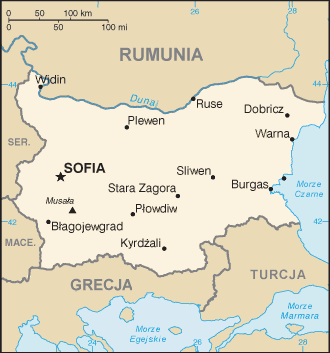
Mapa Bułgarii

Bułgaria – państwo położone w południowej Europie nad Morzem Czarnym, w południowo-wschodniej części Półwyspu Bałkańskiego. Od północy graniczy z Rumunią, od zachodu z Serbią i Macedonią Północną, od południa z Grecją i Turcją. Stolicą Bułgarii jest Sofia (1,1 mln mieszkańców). Inne większe miasta to Płowdiw, Warna, Burgas, Ruse, Stara Zagora, Plewen i Wraca.

## Powierzchnia i granice
- powierzchnia całkowita: 110 910 km²
  - lądowa: 110 550 km²
  - wodna: 360 km²

Skrajne punkty:
- najniższy punkt: Morze Czarne 0 m
- najwyższy punkt: Musała 2925 m
- całkowita granica lądowa: 1808 km
- północny 44°12'N, południowy 41°14'N, zachodni 22°21'E, wschodni 28°36'E. Rozciągłość południkowa wynosi 330 km, a równoleżnikowa 510 km.

Bułgaria graniczy z następującymi państwami:
- Rumunia 608 km
- Grecja 494 km
- Serbia 318 km
- Turcja 240 km
- Macedonia Północna 148 km

Linia brzegowa 378 km.

## Budowa geologiczna i rzeźba

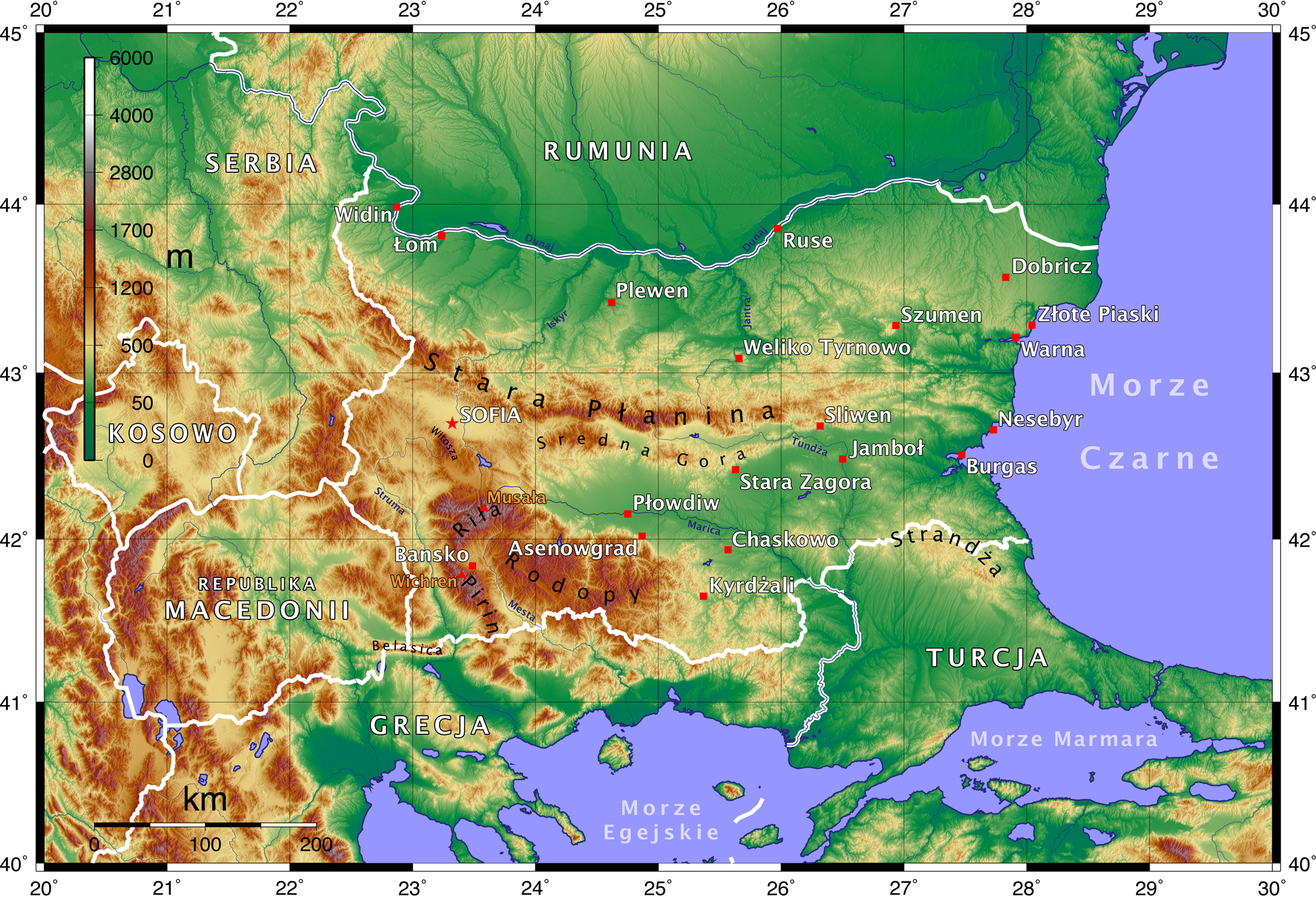
Mapa topograficzna Bułgarii

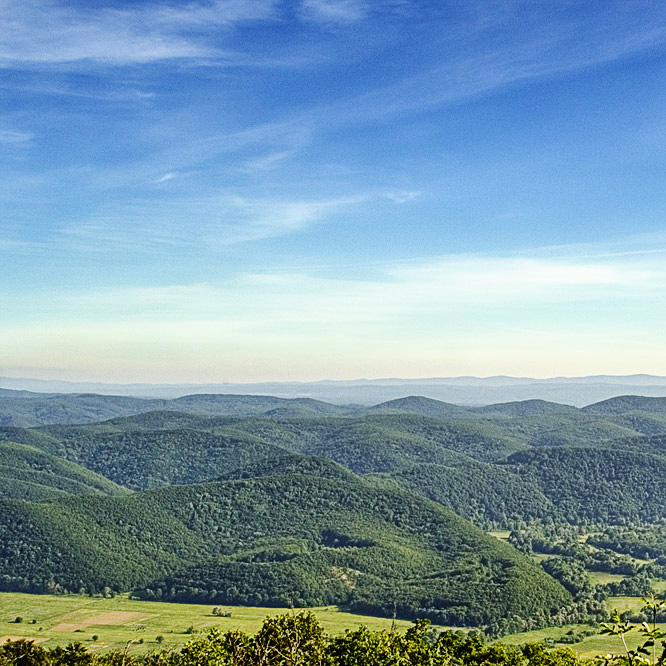
Strandża, Bułgaria

Bułgaria cechuje się urozmaiconą rzeźbą terenu. W jej krajobrazie przeważają obszary górzyste, które zajmują 60% powierzchni kraju. 9,3%  powierzchni kraju zajmują góry powyżej 1000 m n.p.m., a 4% - góry powyżej 1500 m n.p.m. Charakterystyczny jest pasowy, równoleżnikowy układ jednostek orograficznych. Średnia wysokość nad poziomem morza wynosi 470 m.
Na północy Bułgarii rozciąga się Równina Naddunajska, która nazywana jest także Niziną Naddunajską. Jej obszar ku wschodowi i południu przechodzi w obszary wyżynne: Łudogorie i Dobrudżę. Równina Naddunajska zbudowana jest ze skał fliszowych, jej wierzchnią warstwę budują piaski, gliny i żwiry. Na południe od Niziny Naddunajskiej rozciąga się Wyżyna Północnobułgarska, która łagodnie podnosi się i przechodzi w łańcuch Bałkanów (Stara Płanina). Bałkany tworzą główny trzon orograficzny, który jest formacją wieku alpejskiego. Na terytorium Bułgarii znajdują się trzy części Bałkanów. Bałkany Zachodnie zbudowane są w zachodniej części z porfirów, andezytów i łupków, a na wschodzie głównie z wapieni. Bałkany Środkowe zbudowane są z łupków krystalicznych i wapieni. Tam też wznosi się najwyższy szczyt Bałkanów – Botew o wysokości 2376 m n.p.m. Bałkany Wschodnie stanowią najniższą część bułgarskich Bałkanów. Obszar ten tworzą rozmaite skały fliszowe. Od strony południowej Bałkany opadają stromo i przechodzą w rozległe obniżenie tektoniczne. W obrębie owego obniżenia można wyróżnić trzy regiony – pasy: kotliny północne, średnio wysokie góry Srednej Gory zbudowane głównie ze skał metamorficznych i kotliny południowe, gdzie znajduje się rozległa Nizina Górnotracka, pokryta osadami rzecznymi. Nizinę tę od zachodu i południa otaczają Rodopy, zbudowane ze starych skał krystalicznych, w skład których wchodzą głównie granity. Na zachód od Rodopów (południowo-zachodnia część kraju) wznoszą się najwyższe w Bułgarii, zwarte masywy Riły i Pirynu. Najwyższym szczytem kraju jest wnosząca się we wschodniej Rile Musała o wysokości 2925 m n.p.m. W wyższych partiach gór występuje rzeźba polodowcowa z dobrze ukształtowanymi kotłami lodowcowymi i rozległymi systemami morenowymi oraz licznymi jeziorami. W rejonie zachodniej granicy kraju wznosi się kilka zrębowych masywów, których najwyższym szczytem jest Osogowska Płanina o wysokości 2252 m n.p.m.
Największe góry w Bułgarii:
| Góra    | Wysokość (m n.p.m.) | Pasmo górskie |
| ------- | ------------------- | ------------- |
| Musała  | 2925 m              | Riła          |
| Wichren | 2915 m              | Piryn         |
| Botew   | 2376 m              | Stara Płanina |

Na 23% powierzchni kraju występują skały węglanowe. W nich natomiast znajdują się jaskinie, łącznie jest ich około 5,5 tysiąca. Najgłębsza z nich, Rajčowa Dupka, ma 387 m. 62 jaskinie mają ponad kilometr długości, z czego najdłuższa jest Duhlata (17,6 km), znajdująca się w masywie Witoszy.

## Klimat
Klimat Bułgarii jest umiarkowany ciepły, kontynentalny, suchy, nad morzem podzwrotnikowy, wilgotniejszy. W górach występuje piętrowość klimatyczna.

### Temperatura
Średnia temperatura powietrza w styczniu wynosi od -6 °C (w terenach górskich) do 6 °C (południowa część wybrzeża), w lipcu odpowiednio od 13 °C (Czarny Wierch), 33 °C (Rodopy) Dużą rolę odgrywają bariery orograficzne.

### Opady
Średnia suma roczna opadów od 450 mm na północy, do 1200 mm w terenach górskich. Nad morzem opady wynoszą od 400 do 600 mm rocznie. Zasadniczo opady występują głównie w okresie zimowym, wraz z nastaniem lata deszcze zanikają, szczególnie na południu kraju i nad morzem. W okresie letnim występują okresy suszy trwającej średnio dwa do trzech miesięcy.

### Zachmurzenie
Zachmurzenie na terenie Bułgarii jest większe niż w pozostałych państwach bałkańskich. W rejonie Sofii mgły zalegają średnio przez 11 dni w miesiącu. Najmniejsze nasłonecznienie notowane jest w grudniu.

## Wody

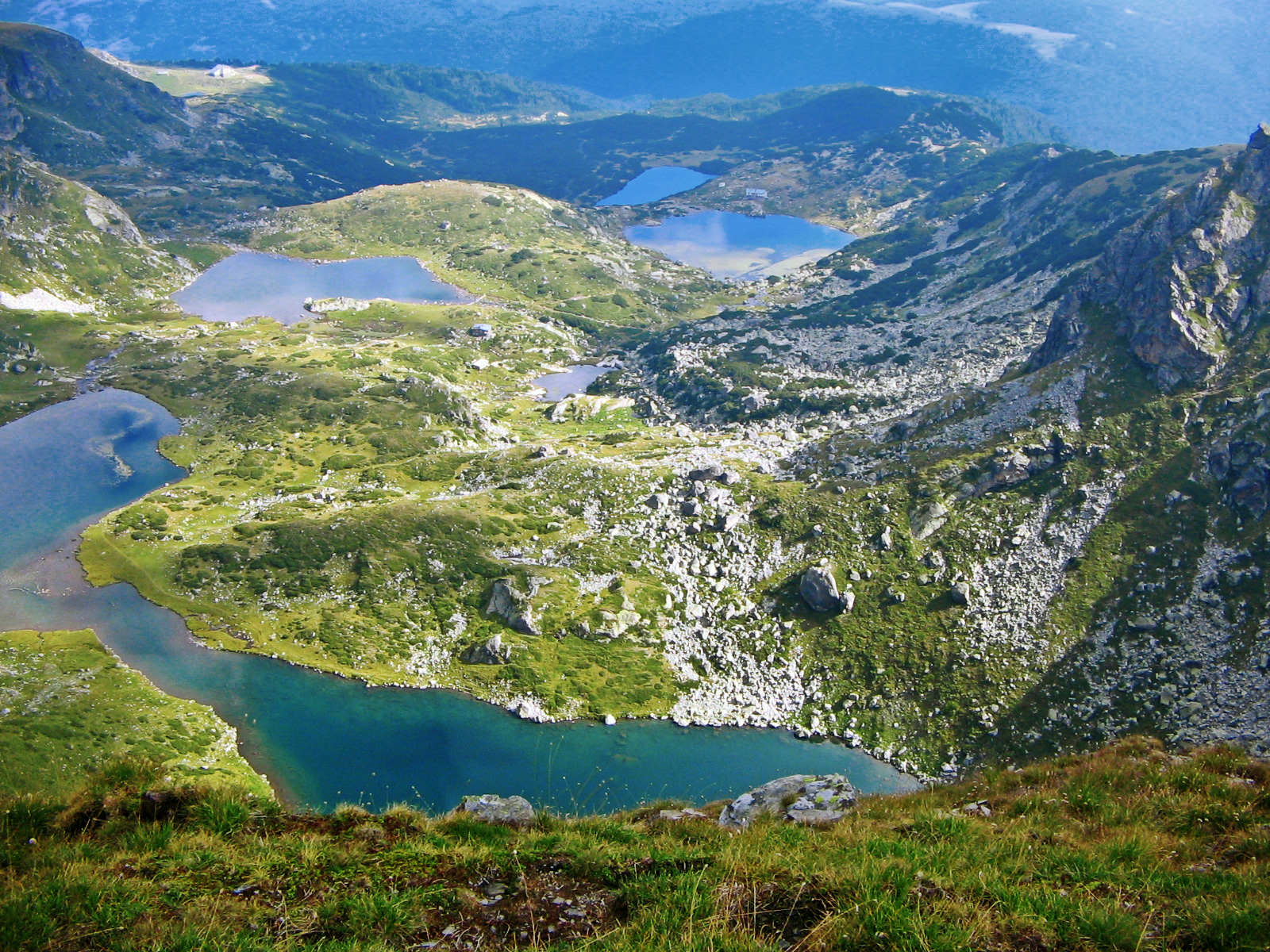
Siedem rilskich jezior

Stara Płanina dzieli Bułgarię na zlewiska Morza Czarnego i Morza Egejskiego. W zlewisku czarnomorskim najdłuższą rzeką jest Dunaj (długość 471 km w granicach Bułgarii), który jest rzeką graniczną z Rumunią, wraz z dopływami: Łom, Ogosta, Iskyr (jest najdłuższą rzeką Bułgarii płynącą w całości w jej granicach), Osym, Jantra. Ponadto największe rzeki zlewiska Morza Egejskiego to Marica z Tundżą i Ardą, Kamczija, Struma oraz Mesta. Rzeki wyzyskiwane są głównie do nawadniania i produkcji energii elektrycznej. Jeziora są nieliczne i niewielkie, największe, typu lagunowego, występują głównie wzdłuż wybrzeża. W górach Piryn i Riła znajduje się około 260 jezior pochodzenia polodowcowego. W Starej Płaninie znajduje się największy wodospad w Bułgarii i zarazem największy w całych Bałkanach – Rajsko Pryskało.

## Gleby
Gleby Bułgarii są bardzo urodzajne. 30% powierzchni kraju zajmują czarnoziemy, a 29% gleby kasztanowe, kolejne 29% to szare i brunatne gleby leśne, 7% powierzchni kraju to gleby aluwialne, zaś resztę powierzchni kraju zajmują gleby bagienne i górskie. Najbardziej urodzajna jest Nizina Naddunajska, gdzie właśnie tam występują czarnoziemy leżące na lessach. Lepsze gleby znajdują się również w południowej części kraju jednakże w dolinie Tundzhy występują gleby słone (sołońca i sołonczaki)

## Flora i fauna
Lasy pokrywają ok. 35% powierzchni kraju, do wysokości 700–1000 m występują głównie lasy dębowe, do 1 700–1 800 m – lasy bukowe i bukowo-jodłowe, w najwyższych piętrach gór do 2 000–2 300 m – lasy świerkowe, kosodrzewina i hale górskie. Na obszarach wyżynnych i nizinnych – zarośla krzewów zrzucających liście na zimę oraz zbiorowiska roślinności stepowej w rejonie Dobrudży.
Na północy kraju występują zwierzęta typowe dla Europy Środkowej, jak na przykład niedźwiedzie, jelenie, dziki i wiele innych. Na południu kraju żyją gatunki regionu śródziemnomorskiego, do których należą jadowite pająki, żółwie greckie, pelikany (pelikan różowy Pelecanus onocrotalus i pelikan kędzierzawy P. crispus), a poza nimi 16 gatunków węży (m.in. malpolon, ślepucha robakowata i zaskroniec rybołów) i żaby). W wodach przybrzeżnych Morza Czarnego i w rzekach żyje ponad 200 gatunków ryb.
Około 170 gatunków roślin i 57 gatunków ślimaków jest endemicznymi dla Bułgarii. Brak endemicznych gatunków ptaków. Wśród ryb jedynie w Bułgarii występują Cobitis rhodopensis (piskorzowate), Gobio kovatschevi oraz Alburnus mandrensis (karpiowate). Unikatowy dla tego państwa jest motyl Erebia orientalis i pasikonik Erebia orientalis. Z endemicznych chrząszczy wymienić można Paralovricia beroni, Pheggomisetes buresi (Carabidae), Rhodopaea angelovi (Chrysomelidae), Athous bulgaricus (Eletaridae), Pilemia serriventris oraz Xylosteus bartoni (Cerambycidae). Jedynymi znanymi endemicznymi gatunkami pająków są Eurocoelotes jurinitschi i kosarz Paralola buresi.